# That’s the Way It Is (singel)
That’s the Way It Is jest singlem pochodzącym z płyty All the Way... A Decade of Song kanadyjskiej piosenkarki Céline Dion wydanym w roku 1999. Piosenkę napisali i wyprodukowali szwedzcy producenci Max Martin i Kristian Lundin, którzy napisali już przeboje dla znanych artystów między innymi dla *NSYNC, Backstreet Boys i Britney Spears. Céline Dion zaśpiewała tę piosenkę na żywo w 1999 razem z *NSYNC. W 1999 zaśpiewała That’s the Way It Is na Billboard Music Awards i pod koniec Let’s Talk About Love Tour. Piosenka znajduje się także na płycie The Collector’s Series, Volume One i na My Love: Essential Collection.

## Lista utworów
| #                                                      | Tytuł                                                  | Czas trwania                                           |                                                        |
| Wersja australijska, europejska i japońska (Single CD) | Wersja australijska, europejska i japońska (Single CD) | Wersja australijska, europejska i japońska (Single CD) | Wersja australijska, europejska i japońska (Single CD) |
| ------------------------------------------------------ | ------------------------------------------------------ | ------------------------------------------------------ | ------------------------------------------------------ |
| 1.                                                     | That’s the Way It Is                                   | 4:01                                                   |                                                        |
| 2.                                                     | I Met an Angel (On Christmas Day)                      | 3:20                                                   |                                                        |
| Wersja australijska i europejska (Single CD)           |                                                        |                                                        |                                                        |
| 1.                                                     | That’s the Way It Is                                   | 4:01                                                   |                                                        |
| 2.                                                     | I Met an Angel (On Christmas Day)                      | 3:20                                                   |                                                        |
| 3.                                                     | My Heart Will Go On” (live)                            | 5:23                                                   |                                                        |
| Wersja angielska (Single CD)                           |                                                        |                                                        |                                                        |
| 1.                                                     | That’s the Way It Is                                   | 4:01                                                   |                                                        |
| 2.                                                     | That’s the Way It Is” (Metro club remix)               | 5:28                                                   |                                                        |
| 3.                                                     | Another Year Has Gone By                               | 3:24                                                   |                                                        |
| Wersja amerykańska (Single CD)                         |                                                        |                                                        |                                                        |
| 1.                                                     | That’s the Way It Is                                   | 4:01                                                   |                                                        |
| 2.                                                     | That’s the Way It Is” (Metro club remix)               | 5:28                                                   |                                                        |
| 3.                                                     | I Want You to Need Me” (Thunderpuss radio mix)         | 4:32                                                   |                                                        |
| 4.                                                     | I Want You to Need Me” (Thunderpuss club mix)          | 8:10                                                   |                                                        |

## Certyfikaty i sprzedaż
| Kraj              | Najwyższa pozycja |
| ----------------- | ----------------- |
| Australia         | 14                |
| Austria           | 8                 |
| Belgia            | 7                 |
| Europa            | 2                 |
| Finlandia         | 4                 |
| Francja           | 6                 |
| Hiszpania         | 7                 |
| Holandia          | 7                 |
| Irlandia          | 12                |
| Kanada            | 1                 |
| Niemcy            | 8                 |
| Norwegia          | 3                 |
| Nowa Zelandia     | 7                 |
| Stany Zjednoczone | 1                 |
| Szwajcaria        | 5                 |
| Szwecja           | 2                 |
| Wielka Brytania   | 12                |
| Włochy            | 3                 |